# لويس جبريل كانو
لويس جبريل كانو (بالإسبانية: Luis Gabriel Cano)‏ هو صحفي وكاتب كولومبي، ولد في 1924، وتوفي في 18 يناير 2010.